# 珠江区
珠江区，是中华人民共和国广东省广州市一个已取消的区，1950年广州市16个区之一，后被撤销。

## 概述
珠江区曾是当时中华人民共和国最大的一个水上行政区，1949年10月广州战役结束后，解放军代表接管珠江区公所，成立珠江区，其管辖水上范围东起新洲，西至珠江大桥，南起南石头，北至沙面，面积约16平方公里。12月建立区人民政府。1955年2月，召开珠江区人民代表大会，选举产生第一区人民委员会。1958年12月撤销珠江区。1964年3月，成立珠江区筹建处，10月恢复珠江区，1965年4月撤销。
全区船有机动轮船、花尾渡等，多从事沿海、港澳、珠江三角洲地区的客货航运；此外还有木帆民船，从事珠江三角洲和广州港内的货运；以及不同小艇，多是水上居民住家艇以及往来珠江两岸的小船、游艇等。全区人口6.1万人。随着私营轮渡公私合营和民船合作化的完成，政府拨专款在滨江、花地口等地建设水上居民新村，水上居民陆续分批搬迁上陆定居，1958年底珠江区任务完成，行政区划撤消。

## 历任领导
历任领导有：
- 珠江区军代表（1949年10月-12月）周希友
- 珠江区人民政府（1949年12月-1955年2月）
  - 区长：周希友（1949年12月-1954年10月）、吕刚（1954年10月-1955年2月）
- 珠江区第一届人民委员会（1955年2月-1956年9月）
  - 区长：吕刚
- 珠江区第二届人民委员会（1956年9月-1958年3月）
  - 区长：吕刚
- 珠江区第三届人民委员会（1958年3月-12月）
  - 区长：赖华
- 珠江区筹建处（1964年3月-10月）
  - 负责人：梁锡廉、刘仲根
- 珠江区人民委员会（1964年10月-1965年4月）
  - 区长：周澄涛